# Andreas Alariesto
Andreas Alariesto (* 11. Dezember 1900 in Sodankylä, Großfürstentum Finnland; † 29. November 1989 in Sodankylä, Finnland) war ein finnischer Maler. Er war ein samischer Künstler der naiven Malerei. In seinen Bildern stellte er die das alltägliche und traditionelle Leben sowie die Mythologie der Samen dar, wie er es aus seiner Kindheit kannte. Zu seinen Werken gehören auch Miniatur-Skulpturen, Zeichnungen, Erzählungen und Fotografien.
Alariesto ist Autodidakt und hat nie eine Kunstausbildung genossen. Sein spezifischer naiver Stil entwickelte sich seit den 1950er Jahren. Zu großer Bekanntheit in Finnland gelangte er ab den 1970er Jahren.
Alariestos Werke sind in der Museum Gallery Alariesto in Sodankylä ausgestellt. Die Riikka and Andreas Alariesto’s Lapland Pictures Foundation kümmert sich hier neben dem allgemeinen Erhalt des kulturellen Erbes Lapplands um den Erhalt der Werke Alariestos.